# Мостно
Мостно (пол. Mostno) — село в Польщі, у гміні Дембно Мисліборського повіту Західнопоморського воєводства.
Населення — 229 осіб (2011).

## Демографія
Демографічна структура станом на 31 березня 2011 року:
|          | Загалом | Допрацездатний вік | Працездатний вік | Постпрацездатний вік |
| -------- | ------- | ------------------ | ---------------- | -------------------- |
| Чоловіки | 124     | 27                 | 91               | 6                    |
| Жінки    | 105     | 26                 | 67               | 12                   |
| Разом    | 229     | 53                 | 158              | 18                   |